# Miodytes serbicus
Miodytes serbicus — викопний вид птахів родини пірникозових (Podicipedidae), що існував у ранньому міоцені в Європі. Майже повний набір кісток знайдені у відкладеннях геологічної серії Бела Стена поблизу міста Валево на заході Сербії.